# Cyphocharax santacatarinae
Cyphocharax santacatarinae es una especie de peces de la familia Curimatidae en el orden de los Characiformes.

## Morfología
Los machos pueden llegar alcanzar los 20,1 cm de longitud total.

## Hábitat
Vive en zonas de clima tropical.

## Distribución geográfica
Se encuentran en Sudamérica: ríos costeros de  Paraná, Santa Catarina y el sur de  São Paulo (Brasil).